# جوالبرتو موجيكا
جوالبرتو موجيكا (بالإسبانية: Gualberto Mojica) (7 أكتوبر 1984 بسانتا كروز دي لا سييرا في بوليفيا - ) هو لاعب كرة قدم بوليفي في مركز الوسط. شارك مع منتخب بوليفيا تحت 20 سنة لكرة القدم ومنتخب بوليفيا لكرة القدم. أما مع النوادي، فقد لعب مع سي إف آر كلوج ونادي باسوش دي فيريرا ونادي بترولول بلويشتي ونادي خورخي ويلسترمان ونادي هجر ونادي تشونغتشينغ ليانغجيانغ وأورينتي بيتروليرو ونادي بلومينغ.

## وصلات خارجية
- جوالبرتو موجيكا على موقع الاتحاد الدولي (مؤرشف)  (الإنجليزية)
- جوالبرتو موجيكا على موقع إي إس بي إن إف سي (الإنجليزية)
- جوالبرتو موجيكا على موقع قاعدة بيانات كرة القدم.إي يو (الإنجليزية)
- جوالبرتو موجيكا على موقع ناشيونال فوتبول تيمز (الإنجليزية)
- جوالبرتو موجيكا على موقع Soccerway.com (الإنجليزية)
- جوالبرتو موجيكا على موقع عالم كرة القدم.نت (الإنجليزية)
- جوالبرتو موجيكا على موقع AS.com (الإسبانية)